# Smithsonius dorothea
Smithsonius dorothea är en mossdjursart som först beskrevs av Winston och Beaulieu 1999.  Smithsonius dorothea ingår i släktet Smithsonius och familjen Bifaxariidae. Inga underarter finns listade i Catalogue of Life.